# 타쿠마 (괴담 레스토랑)
《타쿠마》(일본어: たくま)는 일본 애니메이션 《괴담 레스토랑》에 등장하는 등장인물이다. 한국어 더빙판에서는 최혁규로 로컬라이징되었다.

## 소개
성우 - 스가누마 히사요시 / 최지훈